# 梅爾德實驗

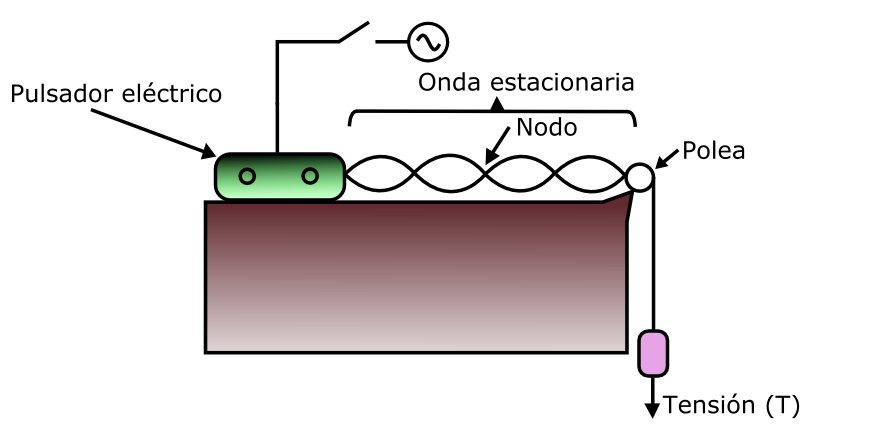
梅爾德實驗的圖示：一個電動振盪器，連結一根細線，帶動一個滑輪，下面懸掛著拉緊線的重物。

梅爾德實驗是德国物理学家弗朗茨·梅爾德在1859年進行的關於駐波的科學實驗，他起初用音叉產生振盪，後來換用電振盪器連接拉緊的細線製造此現象。梅爾德在1860年前后首先揭示了駐波現象及創造了“駐波”（德語：stehende Welle, Stehwelle）這個术语。
這個實驗證明了机械波的干涉現象。機械波在相反方向傳播時形成不動的點，稱為節點，梅爾德又稱這樣的波為駐波，因節點和腹點（英語：antinode，振蕩點）位置保持不變。

## 背景
自然中的波現象被研究了數世紀，其中光的波动性是科学史上最具爭議的話題之一。17世紀，艾萨克·牛顿用粒子理論描述光；之後的18世紀，托马斯·杨建立了與牛頓相對立的波動理論。19世紀末的第二次工业革命頂峰，這個時期的代表科技，電力技術對波理論做出了新貢獻。這種技術進步使得弗朗茨·梅爾德能認識到波的干涉現象和駐波的產生。此之後詹姆斯·克拉克·麦克斯韦在研究光的波動性質時成功地使用數學描述了電磁波。

## 原理

駐波的演示，每個不動的紅點都代表一個節點

這個實驗測量繩上的張力增加而改變的頻率，這種改變類似于調整吉他弦時產生的音高變化，通過這種測量可以計算出單位長度繩的質量，即線密度，這是梅爾德實驗的原理。線密度也可以簡單測量繩長和繩重得到，用以驗證計算結果。
電動振盪器帶動繩子產生橫機械波，傳播至另一端的滑轮同樣再反射傳回，滑輪下懸掛重物，這在繩上產生一個確定的應力。相反方向傳播的兩波相遇產生波的干涉現象。繩上的適當張力保持電動振盪器和滑輪之間的距離，存在一些保持不動的點，名為節點，即產生駐波。

## 理論分析
梅爾德在此實驗使用的原理有認為繩重可忽略的假設。由於建立在彎曲的繩上，實際上力不是直接相反。
建立笛卡尔坐标系，分别設 x 和 y 軸上的情況。x 軸分量上繩子沒有位移，建立如下關係：
{\displaystyle T'_{x}=T_{x}}
而在 y 軸上，分力取決於彎曲產生的相近角度，獲得如下關係︰
{\displaystyle T'_{y}=Tsen\alpha '}
{\displaystyle T'_{y}=-Tsen\alpha }
因而得到{\displaystyle {\overline {AB}}}段的力是：
{\displaystyle F_{y}=T(sen\alpha '-sen\alpha )} ;
不過梅爾德建議在小角度中用正切近似代替正弦：
{\displaystyle F_{y}=T(tan\alpha '-tan\alpha )}

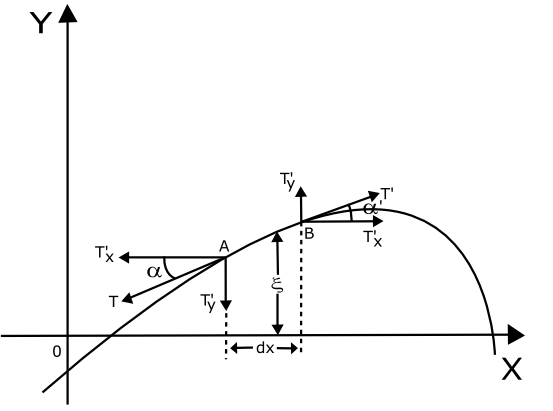
梅爾德實驗的略圖，表示了繩子和作用其上的分力。

波繼續傳播而產生角度變化，爲進行數學上的分析，將其寫成下式：
{\displaystyle F_{y}=T\Delta (tan\alpha )}
將上式寫成微分形式得到更準確的近似：
{\displaystyle F_{y}=T{\partial  \over \partial x}tan(\alpha )dx}
再將其變爲時間 {\displaystyle t} 和質點在繩上位置 {\displaystyle x} 兩個變量的函數決定角度的形式。首先，角度的正切值由質點高度 {\displaystyle \xi } 的微分和位置 {\displaystyle x} 的微分的比值得到：
{\displaystyle tan\alpha \rightarrow f(x,t)}
{\displaystyle tan\alpha ={\partial \xi  \over \partial x}}
得到張力 {\displaystyle T} 和位置有關的質點高度 {\displaystyle \xi } 的二階偏微分所決定的力 {\displaystyle F_{y}}：
{\displaystyle F_{y}=T{\partial ^{2}\xi  \over \partial x^{2}}dx}
根據经典力学中的牛頓第二運動定律，梅爾德引入線密度变量 {\displaystyle \rho } 将公式写成：
{\displaystyle \rho dx{\partial ^{2}\xi  \over \partial t^{2}}=T{\partial ^{2}\xi  \over \partial x^{2}}dx}
整理得到：
{\displaystyle {\partial ^{2}\xi  \over \partial t^{2}}={T \over \rho }{\partial ^{2}\xi  \over \partial x^{2}}}
比較上式與微分定義的速度得到的方程式，另外梅爾德又通過實驗確定了駐波速度與張力和線密度有如下相關性：
{\displaystyle {\partial ^{2}\xi  \over \partial t^{2}}=v^{2}{\partial ^{2}\xi  \over \partial x^{2}}}
{\displaystyle v={\sqrt {T \over \rho }}}
最後的方程是駐波速度方程。 也可以用頻率 {\displaystyle \nu } 和波長 {\displaystyle \lambda } 的形式表達。
{\displaystyle v=\nu \lambda }
{\displaystyle T=\rho \nu ^{2}\lambda ^{2}}

## 影響
梅爾德實驗認識和研究了駐波，但不止於此。駐波在声学領域是一種重要現象，兩列相反的相干波就可以產生駐波。除演奏部分樂器會產生駐波外，在聲納、医学超声检查以及無線通訊等方面都有駐波現象。

## 另見
- 駐波
- 横波
- 机械波
- 管樂器
- 單弦樂器
- 特征值和特征向量

## 外部連結
- [全部物理演示的索引]. 加利福尼亞大學柏克萊分校物理講座演示的鏡像網站.   [2018-04-24]. （原始内容存档于2018-04-11） （英语）. 這個網站有許多物理教學用實驗的器材圖片，其中 B+50+10 Rope and strobe: Transverse standing waves, motor driven. 可以重複梅爾德實驗
- Geneviève Tulloue.  [梅爾德的繩].   [2018-04-24]. （原始内容存档于2018-04-24） （法语）. 梅爾德實驗的交互式 flash 演示